# Odoardo Agnelli
Odoardo Agnelli (Grottammare, 19 ottobre 1813 – Roma, 24 settembre 1878) è stato un vescovo cattolico e diplomatico italiano della Santa Sede.

## Biografia
Odoardo Agnelli ricevette l'ordinazione sacerdotale il 23 settembre 1837 dal vescovo di Ascoli Piceno, Gregorio Zelli, O.S.B. Nel settembre 1875, Agnelli fu nominato da papa Pio IX Presidente della Pontificia accademia ecclesiastica a Roma. Il 3 aprile 1876 lo nominò vescovo titolare di Troade. L'arcivescovo di Fermo, il cardinale Filippo de Angelis, gli diede la consacrazione episcopale il 9 luglio dello stesso anno; co-consacranti furono il vescovo di Ripatransone, Francesco Alessandrini, e il vescovo ausiliare di Fermo, Francesco Grassi Fonseca.
Fu protonotario apostolico soprannumerario non partecipante e prelato domestico di Sua Santità dal 1857 al 1870 e giudice della Congregazione prelatizia nel tribunale di Roma. Dal 1856 fu delegato apostolico di Benevento.

## Genealogia episcopale
La genealogia episcopale è:
- Cardinale Scipione Rebiba
- Cardinale Giulio Antonio Santori
- Cardinale Girolamo Bernerio, O.P.
- Arcivescovo Galeazzo Sanvitale
- Cardinale Ludovico Ludovisi
- Cardinale Luigi Caetani
- Cardinale Ulderico Carpegna
- Cardinale Paluzzo Paluzzi Altieri degli Albertoni
- Papa Benedetto XIII
- Papa Benedetto XIV
- Papa Clemente XIII
- Cardinale Bernardino Giraud
- Cardinale Alessandro Mattei
- Cardinale Pietro Francesco Galleffi
- Cardinale Filippo de Angelis
- Vescovo Odoardo Agnelli